# Loewiola costata
Loewiola costata är en tvåvingeart som först beskrevs av Ephraim Porter Felt 1915.  Loewiola costata ingår i släktet Loewiola och familjen gallmyggor.
Artens utbredningsområde är Sri Lanka. Inga underarter finns listade i Catalogue of Life.